# 1144
Високе Середньовіччя •  Золота доба ісламу •  Реконкіста •  Хрестові походи •  Київська Русь

## Геополітична ситуація
Візантію очолює Мануїл I Комнін (до 1180). Конрад III є королем Німеччини (до 1152), Людовик VII Молодий королює у Франції (до 1180).
Апеннінський півострів розділений: північ належить Священній Римській імперії, середню частину займає Папська область, більша частина півдня належить Сицилійському королівству. Деякі міста півночі: Венеція, Піза, Генуя тощо, мають статус міст-республік.
Південь Піренейського півострова в руках у маврів. Північну частину півострова займають християнські Кастилія, Леон (Астурія, Галісія), Наварра та Арагонське королівство (Арагон, Барселона). Королем Англії є Стефан Блуаський (Етьєн де Блуа, до 1154), триває громадянська війна в Англії 1135—1154. Королем Данії є Ерік III (до 1146).
Київський престол утримує Всеволод Ольгович (до 1146). Новгородська республіка фактично незалежна. У Польщі період роздробленості. На чолі королівства Угорщина стоїть Геза II (до 1162).
На Близькому сході існують держави хрестоносців: Єрусалимське королівство, Антіохійське князівство, Едеське графство, графство Триполі. Сельджуки окупували Персію та Малу Азію, в Єгипті владу утримують Фатіміди, у Магрибі Альмохади потіснили Альморавідів, у Середній Азії правлять Караханіди та Каракитаї. Газневіди втримують частину Індії. У Китаї співіснують держава ханців, де править династія Сун, держава чжурчженів, де править династія Цзінь, та держава тангутів Західна Ся. На півдні Індії домінує Чола. В Японії триває період Хей'ан.

## Події
- Утворення Галицького князівства. Князь Володимирко переніс столицю до Галича. У місті спалахнуло повстання проти його правління, яке Володимирко придушив.
- Розпочався понтифікат Луція II. Це сталося в умовах, коли римляни намагалися встановити республіканське правління за зразком інших італійських міст.
- Жоффруа V Плантагенет захопив Нормандію.
- Імад ад-Дін Зенгі захопив  Едеське графство.
- Візантія здійснила невдалу спробу завоювати Мальту.
- В Аль-Андалусі почався другий період роздробленості між правлінням Альморавідів та правлінням Альмохадів.
- В абатстві Сен-Дені завершилося будівництво базиліки, першої споруди готичного стилю в Франції.

## Померли
- Василько Святославич, князь Полоцький